# Como Foot-Ball Club 1922-1923
Questa pagina raccoglie le informazioni riguardanti il Como Foot-Ball Club nelle competizioni ufficiali della stagione 1922-1923.

## Stagione
Buono il comportamento del Como al primo campionato dopo l'unificazione delle due federazioni indipendenti.

## Rosa
| N. |                   | Ruolo | Calciatore             |
| -- | ----------------- | ----- | ---------------------- |
|    | Italia (bandiera) | D     | Giuseppe Antonazzi     |
|    | Italia (bandiera) | A     | Achille Avogadro       |
|    | Italia (bandiera) | P     | Giorgio Avogadro       |
|    | Italia (bandiera) | D     | Carlo Ballerini        |
|    | Italia (bandiera) | C     | Novello Angelo Bonelli |
|    | Italia (bandiera) | D     | Carlo Castelletti      |
|    | Italia (bandiera) | C     | Francesco Cetti        |
|    | Italia (bandiera) | C     | Antonio Cetti          |
|    | Italia (bandiera) | D     | Antonio Colombo        |

| N. |                      | Ruolo | Calciatore       |
| -- | -------------------- | ----- | ---------------- |
|    | Italia (bandiera)    | C     | Luciano Corbella |
|    | Argentina (bandiera) | A     | Edoardo Donegana |
|    | Italia (bandiera)    | A     | Luigi Fazzini    |
|    | Italia (bandiera)    | D     | Ageo Feliziani   |
|    | Italia (bandiera)    | C     | Carlo Mantero    |
|    | Italia (bandiera)    | C     | Carlo Marzorati  |
|    | Italia (bandiera)    | A     | Giuseppe Pizzi   |
|    | Italia (bandiera)    | P     | Giulio Sironi    |
|    | Italia (bandiera)    | C     | Angelo Sonvico   |